# Sophie Mereau
Sophie Friederike Mereau (de soltera, Sophie Schubart, Altenburg, 27 de març de 1770 – Heidelberg, 31 d'octubre de 1806) fou una escriptora romàntica alemanya.
Va començar a adquirir certa notorietat el 1791 en publicar els seus escrits a la revista literària Thalia, de Friedrich von Schiller, gràcies a la qual cosa va interactuar amb molts poetes de la seva èpocaː el mateix Schiller, Schlegel, Goethe… Els seus poemes es publicaren a Die Horen, la revista literària mensual editada i dirigida per Friedrich Schiller i al Musenalmanach.
Es va casar el 1793 amb el professor de dret Friedrich Karl Mereau, amb qui va tenir dos fills que no van sobreviure. Però aquest matrimoni va acabar en divorci el 1801. Es va tornar a casar el 1803 amb el poeta Clemens Brentano i va morir tres anys més tard donant a llum.
Va ser una de les primeres dones a dedicar-se professionalment a la literatura i, un cop divorciada, és l'activitat amb què es guanyà la vida.

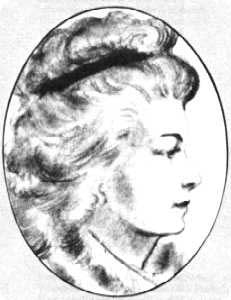
Sophie Mereau

## Obra
La seva obra literària inclou poemes, novel·les i contes. També traduí del francès, l'anglès, l'italià i l'espanyol.
Les seves obres literàries es troben en la transició entre el classicisme i el romanticisme, entre el Segle de les llums i l'«Sturm und Drang». Les seves novel·les, que ja no responen a la voluntat educadora de la literatura anterior, mostren aquesta retroalimentació entre l'experiència interior i l'exterior.
- 1794 - Das Blüthenalter der Empfindung

- 1798 - Marie
- 1800 - Elise
- 1803 - Amanda und Eduard
- 1806 - Flucht nach der Hauptstadt